# باشگاه والیبال مردان گالاتاسرای
باشگاه والیبال مردان گالاتاسرای (انگلیسی: Galatasaray S.K.) تیم والیبال مردان باشگاه ورزشی گالاتاسرای که در استانبول مستقر است.
گالاتاسرای چهار قهرمانی لیگ ترکیه را در کارنامه خود دارد.